# Machine Hunter
 (avril 2016).
Si vous disposez d'ouvrages ou d'articles de référence ou si vous connaissez des sites web de qualité traitant du thème abordé ici, merci de compléter l'article en donnant les références utiles à sa vérifiabilité et en les liant à la section « Notes et références ».
Machine Hunter est un jeu vidéo de type shoot 'em up sorti en 1997 sur PC et PlayStation.
Il est édité par MGM interactive et développé par Eurocom entertainement software.

## Histoire
Les extraterrestres ont envahi les bases humaines dans le but de l'éradiquer. Ils ont reprogrammé les robots humains pour les retourner contre leurs constructeurs. L'humanité fonde alors l'unité machine hunter, capable de reprendre le contrôle des robots sur le terrain pour libérer les otages encore présents dans les bases.

## Principe du jeu
L'objectif principal du jeu est de retrouver un nombre donné d'otages dans les niveaux. Le temps alloué pour cette mission est limité car la base explose à un moment donné.
Le jeu est frénétique et l'action soutenue.

## Système de jeu
Le joueur contrôle un soldat en vue de dessus, dans de vastes environnements ouverts. Ce dernier peut tirer dans les quatre directions, et verrouiller le tir pour faire des pas de côté tout en tirant. 
Le soldat est assez faible, mais le joueur a la possibilité s'il le souhaite d'entrer dans des robots, une fois affaiblis, pour les contrôler. Chaque robot possède son armement et ses déplacements  propres (vitesse, mouvement. Le joueur est bien plus résistant et redoutable sous cette forme. Qu'il soit sous la forme humaine ou robot le joueur peut augmenter ses capacités de tir en récoltants des items sur le terrain.Cette capacité accrue est quantifiée en munitions.
Le joueur a aussi accès à des bombes, des mines, et les classiques trousses de soin qui rehaussent la barre de santé. Une carte est disponible dans le jeu, salutaire car les environnements sont vastes et alambiqués, le jeu utilisant parfois différents niveaux de sol. De plus de nombreux passages secrets sont disséminés dans les niveaux.

## Aspect visuel
Le jeu propose une ambiance sombre. Les environnements sont  marqués par la science fiction, (on passe de ruines de temples à des hangars spatiaux). Outre des ennemis communs, les robots de combat sont eux assez soignés et recherchés. De petits détails du jeu sont à noter, comme les voix digitalisées, le fait que marcher dans le sang laisse des traces, ou encore la présence de rats et autres petits vers (en fonction du niveau) que l'on peut exterminer à sa guise.

## Accueil
- PC Jeux : 72 %[2]